# SpVgg Erkenschwick
Die Spielvereinigung Erkenschwick (abgekürzt SpVgg Erkenschwick bzw. ESV) ist ein Fußballverein aus der Stadt Oer-Erkenschwick in Nordrhein-Westfalen, der Mitte des 20. Jahrhunderts ein Jahrzehnt lang erstklassig spielte. Die Vereinsfarben sind Schwarz-Rot. Im Jahr 2023 stieg die Mannschaft in die fünftklassige Oberliga Westfalen auf. Die Mitgliederzahl liegt bei ca. 610.
Über Jahrzehnte bildete der Verein eine geradezu symbiotische Verbindung mit der Zeche Ewald Fortsetzung. Gekennzeichnet wurde dieses Bild sehr gut durch einen Ausspruch von Horst Wohlers, 1974 Libero des FC St. Pauli: „Von Erkenschwick wissen wir nur, daß es dort nur eine Zeche und einen Fußballplatz gibt.“
Die A-Jugend des Vereins schaffte 2006 und 2010 den Sprung in die A-Junioren-Bundesliga.

## Geschichte

### Frühe Jahre (1916 bis 1943)

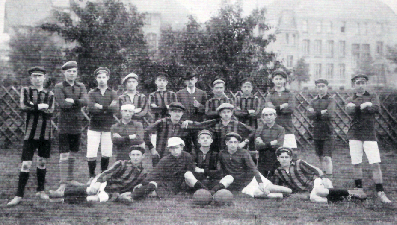
Die Erkenschwicker Mannschaft 1916

Gegründet wurde der Verein am 18. Juli 1916 von 21 Jugendlichen als Sportverein Erkenschwick. Das erste Freundschaftsspiel ging bereits am 20. Juni 1916 beim Sportclub Preußen Recklinghausen mit 2:1 verloren. 1919 schloss sich der Verein dem Emschertaler Spielverband an und konnte am 10. August 1919 sein erstes Pflichtspiel gegen den Sportverein Edelweiß Haltern mit 4:2 gewinnen. Am 1. Februar 1920 schloss sich die Fußballabteilung dem TV 1909 Erkenschwick, dem Vorgänger der heutigen TuS 09 Erkenschwick, an. Dadurch erfolgte zur Saison 1920/21 der Wechsel zum Westdeutschen Spielverband. Nur ein Jahr später wurden die Fußballer von dem Turn- und Leichtathletikverein wieder ausgegliedert – es war die Zeit der Reinlichen Scheidung der Ballsportler von den Turnern – und schlossen sich am 5. August 1922 mit Blau-Weiß Oer zusammen; ab diesem Zeitpunkt firmierte diese Fusion unter dem Vereinsnamen Spielvereinigung 1916 Erkenschwick-Oer. Im Vereinsregister von 1932 war der Zusatz Oer dann verschwunden.
Von 1923 bis 1925 wurde das Ruhrgebiet und auch die Zeche Ewald-Fortsetzung von den Franzosen besetzt. Der Fußballsport ging allerdings weiter. Dem Aufstieg in die B-Klasse folgte 1924 der Durchmarsch in die A-Klasse. 1927 scheiterte der Verein erst in der Aufstiegsrunde zur 2. Bezirksklasse. Nach einer Reform der Spielklassen 1928 gelang 1930 durch die Meisterschaft in der 2. Bezirksklasse der Aufstieg in die 1. Bezirksklasse.
Im Jahr 1933 wurde im Verein auch eine Boxsport-Abteilung gegründet, die jedoch bereits 1936 wieder aufgelöst wurde.
Am 10. September 1934 wurde das neu erbaute Stimbergstadion eröffnet. Während des Baus wurde 1933 ein Versuch des Vorsitzenden Otto Huthwelker unternommen, alle fünf Erkenschwicker Fußballvereine zu fusionieren, der jedoch scheiterte.
1936 gelang zeitgleich mit dem 20. Jubiläum die Meisterschaft in der A-Klasse und der Aufstieg in die Bezirksklasse. Im Frühjahr 1937 wurde der erst 17-jährige Julius „Jule“ Ludorf in einem Freundschaftsspiel der 1. Mannschaft erstmals eingesetzt. 1938 verfehlte der Verein knapp den Meistertitel und musste nur Preußen Münster den Vortritt lassen.
Bisher war die SpVgg. Erkenschwick dem aufgrund schlechter Verkehrsverbindungen ungeliebten Bezirk Münster zugeordnet. 1939 stieg die Spielvereinigung daher freiwillig ab und wurde der Kreisklasse Recklinghausen Ost zugeordnet. Hier gelang umgehend die Meisterschaft und damit der Aufstieg in die Bezirksklasse Gelsenkirchen. Zu diesem Zeitpunkt standen bereits zehn Aktive der ersten Mannschaft im Fronteinsatz. Auch im folgenden Jahr standen zahlreiche Spieler aufgrund von Wehr- oder Arbeitsdienst nicht zur Verfügung, sodass lediglich der Klassenerhalt gesichert werden konnte.
1942/43 wurde dann mit der SpVgg. eine neue Bezirksklassenstaffel Recklinghausen gebildet, um die Anfahrtswege zu reduzieren und kriegswichtiges Benzin zu sparen. Trotz oder gerade wegen der beschwerlichen Kriegsjahre wurde der Fußball im Ruhrgebiet mit höchster Aufmerksamkeit verfolgt. Die Spiele der Spielvereinigung verfolgten regelmäßig 700–1.500 Zuschauer. Der Verein hatte gezielt Spieler der Lokalrivalen Titania Essel (heute Titania Erkenschwick) und VfL Rapen (heute FC Erkenschwick) abgeworben und konnte bereits im Februar 1943 die überlegene Meisterschaft feiern. Für die Aufstiegsrunde zur damals höchsten Spielklasse, der Gauliga, konnte Vereinsvorsitzender Hans Beckmann den Schalker Ernst Kuzorra als Trainer verpflichten. Am 16. Mai 1943 musste das Auswärtsspiel der Aufstiegsrunde bei der SG Wattenscheid 09 aufgrund eines Fliegeralarms abgebrochen werden.
Dank zweier Heimsiege gegen Preußen Münster und die SG Wattenscheid 09 vor jeweils über 5.000 Zuschauern gelang der Aufstieg.
| Saison  | Liga                         | Level | S  | G  | U  | V  | T  | G  | Pkt   | Pos | Anmerkung                                                                           |
| ------- | ---------------------------- | ----- | -- | -- | -- | -- | -- | -- | ----- | --- | ----------------------------------------------------------------------------------- |
| 1925/26 | Kreisklasse Recklinghausen   | III.  | 14 |    |    |    |    |    | 15:13 | 4.  |                                                                                     |
| 1926/27 | Kreisklasse Recklinghausen   | III.  | 14 |    |    |    |    |    | 17:11 | 3.  |                                                                                     |
| 1927/28 | Kreisklasse Recklinghausen   | III.  | 22 |    |    |    |    |    | 25:19 | 4.  | Einführung der Bezirksliga                                                          |
| 1928/29 | 2. Bezirksklasse Süd         | III.  | 14 |    |    |    |    |    | 07:21 | 8.  |                                                                                     |
| 1929/30 | 2. Bezirksklasse Süd         | III.  | 18 | 13 | 05 | 0  |    |    |       | 1.  |                                                                                     |
| 1930/31 | 1. Bezirksklasse             | II.   | 18 | 04 | 05 | 09 | 51 | 50 | 13:23 | 9.  |                                                                                     |
| 1931/32 | 1. Bezirksklasse             | II.   | 17 | 07 | 02 | 08 | 45 | 39 | 16:18 | 7.  | Tabelle unvollständig, da Sport und Spiel Hüls nicht alle Spiele bestreiten durfte. |
| 1932/33 | 1. Bezirksklasse             | II.   | 18 | 09 | 04 | 05 | 45 | 25 | 22:14 | 4.  | Durch Umstrukturierung wieder der Kreisklasse Recklinghausen zugeordnet.            |
| 1933/34 | Kreisklasse Recklinghausen   | III.  | 14 | 05 | 01 | 08 | 34 | 36 | 11:17 | 6.  |                                                                                     |
| 1934/35 | Kreisklasse Recklinghausen   | III.  | 18 | 12 | 02 | 04 | 52 | 29 | 26:10 | 2.  |                                                                                     |
| 1935/36 | Kreisklasse Recklinghausen   | III.  | 20 | 15 | 01 | 04 | 55 | 24 | 31:09 | 1.  | Aufstiegsrunde: 3. Platz (12:8 Punkte, 26:21 Tore)                                  |
| 1936/37 | Bezirksklasse Münster        | II.   | 20 | 07 | 06 | 07 | 49 | 45 | 20:20 | 5.  |                                                                                     |
| 1937/38 | Bezirksklasse Münster        | II.   | 16 | 07 | 05 | 04 | 44 | 32 | 21:11 | 2.  |                                                                                     |
| 1938/39 | Bezirksklasse Münster        | II.   | 16 | 07 | 05 | 04 | 49 | 36 | 19:13 | 5.  |                                                                                     |
| 1939/40 | Kreisklasse Recklinghausen   | III.  | 14 | 08 | 02 | 02 | 58 | 22 | 21:07 | 1.  |                                                                                     |
| 1940/41 | Bezirksklasse Gelsenkirchen  | II.   | 10 |    |    |    | 27 | 04 | 12:08 | 3.  | Zwischenstand vom 10. Spieltag                                                      |
| 1941/42 | Bezirksklasse Gelsenkirchen  | II.   | 20 |    |    |    | 46 | 50 | 19:21 | 7.  | Zwischenstand vom 20. Spieltag                                                      |
| 1942/43 | Bezirksklasse Recklinghausen | II.   | 18 | 13 | 02 | 03 | 75 | 37 | 28:08 | 1.  | Aufstiegsrunde zur Gauliga                                                          |

### Die „große Zeit“ (1943 bis 1962)

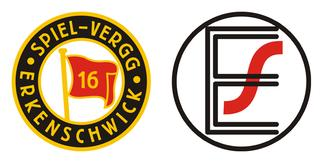
Vereinswappen 1916–1954

Die Spielvereinigung war nun weit über das nördliche Ruhrgebiet hinaus bekannt. Zwar beeinträchtigte der Zweite Weltkrieg den Spielbetrieb auch bei der SpVgg; aber andererseits profitierte der Verein davon, dass seine Spieler als Bergleute auf der Zeche Ewald arbeiteten. Da der Bergbau während des Krieges eine hohe wehrwirtschaftliche Bedeutung besaß, galten die Spieler als unabkömmlich und wurden von einem Fronteinsatz verschont. Am fünften Spieltag empfing die SpVgg als Tabellenführer den Vorjahresmeister FC Schalke 04 vor 12.000 Zuschauern, musste jedoch eine deftige 1:8-Niederlage hinnehmen.
In der Saison 1943/44 belegte die SpVgg den vierten Platz. Das Spieljahr 1944/45 konnte nicht zu Ende gespielt werden. Am 15. Januar 1945 erfolgten schwere Bombenangriffe auf die Zeche. Am 1. April 1945 nahmen amerikanische Truppen Erkenschwick kampflos ein.
Bereits am 5. August 1945 nahm der Verein unter seinem Vorsitzenden Hans Beckmann mit einer Ausnahmegenehmigung der Militärverwaltung den Spielbetrieb wieder auf. Es folgten 25 Freundschaftsspiele mit insgesamt über 100.000 Zuschauern. Das erste Spiel fand am 5. August 1945 gegen den FC Schalke 04 (1:1, 15.000 Zuschauer) statt, weitere u. a. am 30. September 1945 gegen eine englische Militärauswahl (6:3, 10.000 Zuschauer) und am 14. Oktober 1945 gegen Borussia Dortmund (8:1, 3.500 Zuschauer).

#### Die Himmelsstürmer
Die ersten Nachkriegsligaspiele bestritt die SpVgg in der zweigleisigen Landesliga Westfalen, wo sie Meister der Staffel 2 wurde. Ein Endspiel um die Westfalenmeisterschaft gegen den Sieger der Parallelstaffel Schalke 04 wurde von der britischen Militärregierung verboten. Am 23. Juni 1946 kam es vor 15.000 Zuschauern zu einem Freundschaftsspiel gegen den Hamburger SV, das mit 1:5 verloren ging. Eine 0:2-Niederlage erfuhr die Mannschaft am 22. Juli 1946 am Mainzer Bruchweg gegen den FSV Mainz 05 vor 4.000 Zuschauern. Ebenfalls geschlagen geben musste man sich bei Eintracht Braunschweig am 1. September 1946 mit 1:2 vor 18.000 Zuschauern. In der Saison 1946/47 wurde die Spvgg. Vizemeister hinter Borussia Dortmund.
Am 14. September 1947 wurde Erkenschwick durch einen 5:0-Sieg bei Alemannia Aachen erster Tabellenführer der neu gegründeten Oberliga West und gewann am 5. Oktober 1947 vor 25.000 Zuschauern auch in der Glückauf-Kampfbahn mit 2:1 – damit brachten die Schwarz-Roten dem FC Schalke 04, bei denen auch Erkenschwicks aktueller Trainer Ernst Kuzorra mitspielte, die erste Heimniederlage seit 1938 bei. Die Mannschaft dieser Ära wurde „Die Himmelsstürmer“ genannt. Dieser Name soll auf einen Polizisten zurückgehen, der die Mannschaft auf der Heimfahrt mit dem Zug vom Auftaktsieg in Aachen ansprach: „Ihr seid die Erkenschwicker? Ich habe euch in Aachen spielen sehen – Jungens, euch gehört der Himmel!“. Am Ende der ersten Oberliga-Saison stand die Spvgg. auf dem achten Platz. Am 28. März 1948 unterlag die Mannschaft in einem Freundschaftsspiel daheim dem VfB Stuttgart vor 8.000 Zuschauern mit 1:3.
Die monatlichen Gehälter bewegten sich zwischen 160 DM und 320 DM. Das Höchstgehalt entsprach einem Facharbeiterlohn. Zusätzlich wurde eine Leistungszulage von 10 DM pro Spieleinsatz gewährt. Die Saison 1948/49 beendeten die „Himmelsstürmer“ als Neunte. Das Auswärtsspiel beim FC Schalke 04 am 23. Januar 1949 konnte erneut mit 0:2 gewonnen werden. Jule Ludorf wurde Vierter der Torschützenliste, Siggi Rachuba gar Dritter. Letzterer wechselte nach der Saison zu Preußen Münster in deren sog. „100.000 Mark-Sturm“.
Ab dem 15. November 1949 hatte die Spvgg. eine Damen-Handballmannschaft, die geschlossen vom TUS 09 übertrat.
Aufgrund der schwächeren Platzierung in der vorangegangenen Saison wurde die Zusammenarbeit mit Trainer Ernst Kuzorra nicht verlängert. Als Spielertrainer übernahm Ex-Nationaltorhüter Willy Jürissen zur Saison 1949/50 das Training. Jürissen, der selbst immer mit eingefetteten Haaren und „linealgeradem Scheitel“ spielte, soll seine Spieler in der Halbzeitpause zum Duschen angehalten haben, um dem Gegner entsprechende Frische vorzutäuschen. Zu Beginn der Saison stand die Mannschaft zwölf Spieltage lang an der Oberliga-Spitze. Nach dem 2:1-Heimsieg über Borussia Dortmund am 30. Oktober 1949 vor 20.000 Zuschauern (was in etwa der damaligen Einwohnerzahl von Oer-Erkenschwick entsprach) im restlos ausverkauften Stimbergstadion reiften gar Titelträume. Die Mannschaft schloss die Halbserie auf Platz 3 ab, die Saison wurde auf Platz sieben beendet.
Trotz eines schwächeren Saisonstarts gelang es der Elf vom Stimberg am 8. Oktober 1950 erneut, beim 0:3-Auswärtserfolg die Punkte aus der Schalker Glückauf-Kampfbahn zu entführen. Zu einem besonderen Zwischenfall kam es am 18. Februar 1951 beim 1:1 im Rückspiel gegen den FC Schalke 04 vor 15.000 Zuschauern. Nachdem der Schalker Paul Matzkowski dem Erkenschwicker „Kalli“ Matejka den nassen, schweren Lederball in den Rücken geschossen hatte, kam es zu einer Spielunterbrechung, da Matejkas Ehefrau den „Übeltäter“ auf dem Spielfeld mit dem Regenschirm attackierte. Das Spiel wurde nach weiteren Tumulten fortgesetzt. Die Saison beendeten die Erkenschwicker auf dem elften Platz.
Die Spvgg. übernahm 1951 die Herren-Handballabteilung des TUS 09.

#### Das „Petroleum-Spiel“
Zu Beginn der Saison 1951/52 kehrte der Ex-Trainer Ernst Kuzorra an den Stimberg zurück. Nach mäßigem Saisonstart wurde er aber vor dem 14. Spieltag wieder durch Willy Jürissen ersetzt.
Am 27. Januar 1952 kam es an der Essener Hafenstraße zu einem denkwürdigen Spiel. Die abstiegsbedrohten Erkenschwicker traten bei Rot-Weiss Essen an; der Mannschaft um „Boss“ Helmut Rahn sollte in dieser Saison die Oberliga-Meisterschaft gelingen. Auf schneebedecktem Boden kamen die Essener mit ihrem normalen Schuhwerk nicht zurecht. Die Spieler des ESV hatten sich Lederstollen gebastelt, die sie regelmäßig in einer Wanne mit Petroleum tränkten. Diesen Trick kannten die Bergleute von unter Tage. Das sensationelle Halbzeitergebnis lautete 0:5 für die Schwarz-Roten. Nach einem Halbzeitdonnerwetter und einem Schuhwechsel konnten die Essener das Endergebnis mit 4:6 etwas erträglicher gestalten. Die Saison 1951/52 endete für die SpVgg. in der Relegationsrunde, nachdem die reguläre Spielrunde auf Platz 14 beendet wurde. Letztendlich wurde der Klassenerhalt gesichert.
Die Handballerinnen werden zum zweiten Mal in Folge ungeschlagen Industriebezirksmeister.

#### Der erste Abstieg

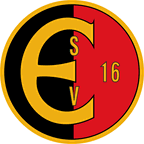
Vereinswappen 1955–1970

Am 2. März 1953 erhielt Oer-Erkenschwick die Stadtrechte, für die Spvgg. erfolgte in diesem Jahr jedoch der erste Abstieg als abgeschlagener Tabellenletzter. In dieser Saison wurde auch zum ersten Mal der Jugendliche Horst Szymaniak in der ersten Mannschaft eingesetzt. 1955 wechselte er zum Wuppertaler SV. Er bestritt in seiner Laufbahn 43 Länderspiele und nahm an drei Weltmeisterschaften teil.
Nach einer mäßigen Saison 1953/54 wurde im folgenden Jahr der Wiederaufstieg nur um zwei Punkte verpasst. Das Jubiläumsjahr 1956 beendete die Mannschaft auf Platz 9, da der Wechsel von Horst Szymaniak zum Wuppertaler SV nicht kompensiert werden konnte.
1957 löste sich die komplette Handballabteilung auf, da viele Sportvereine sowohl im Kreis Recklinghausen als auch überregional ihre Feldhandball-Mannschaften aus Kosten- und Organisationsgründen vom Spielbetrieb abmeldeten.
Am Ende der Saison 1956/57 stieg die Mannschaft dank einer katastrophalen Auswärtsbilanz von 1:29 Punkten in die drittklassige Verbandsliga ab. Im Folgejahr gelang jedoch die Meisterschaft vor Arminia Bielefeld. Die Endspiele um die Westfalenmeisterschaft gegen den FV Hombruch 09 gingen zwar beide verloren, Hombruch verzichtete jedoch auf das Aufstiegsrecht und somit stand für den ESV der Wiederaufstieg fest.
Es folgten drei Jahre im Mittelfeld der 2. Liga West, ehe 1962 Platz 16 zu einem erneuten Abstieg in die Verbandsliga führte.
| Saison  | Liga                      | Level | S  | G  | U  | V  | T  | G  | Pkt   | Pos | Zuschauer | Bester Torschütze                      | Tore |
| ------- | ------------------------- | ----- | -- | -- | -- | -- | -- | -- | ----- | --- | --------- | -------------------------------------- | ---- |
| 1943/44 | Gauliga Westfalen         | I.    | 18 | 08 | 03 | 07 | 49 | 52 | 19:17 | 04. |           |                                        |      |
| 1944/45 | Gauliga Westfalen         | I.    | 2  | 01 | 0  | 01 | 02 | 13 | 02:02 | 05. |           | Saison wurde kriegsbedingt abgebrochen |      |
| 1945/46 | 1. Division West Gruppe 2 | I.    | 16 | 11 | 03 | 02 | 49 | 21 | 25:07 | 01. |           |                                        |      |
| 1946/47 | 1. Division West Gruppe 2 | I.    | 18 | 10 | 06 | 02 | 65 | 28 | 26:10 | 02. |           |                                        |      |
| 1947/48 | Oberliga West             | I.    | 24 | 09 | 04 | 11 | 48 | 48 | 22:26 | 08. | 9666      | Jule Ludorf                            | 17   |
| 1948/49 | Oberliga West             | I.    | 24 | 09 | 03 | 12 | 42 | 53 | 21:27 | 09. | 8000      | Sigi Rachuba                           | 15   |
| 1949/50 | Oberliga West             | I.    | 30 | 13 | 08 | 09 | 49 | 42 | 34:26 | 07. | 8600      | Jule Ludorf                            | 19   |
| 1950/51 | Oberliga West             | I.    | 30 | 07 | 13 | 10 | 34 | 39 | 27:33 | 11. | 7400      | Jule Ludorf                            | 12   |
| 1951/52 | Oberliga West             | I.    | 30 | 06 | 12 | 12 | 53 | 71 | 24:36 | 14. | 8600      | Jule Ludorf                            | 15   |
| 1952/53 | Oberliga West             | I.    | 30 | 06 | 04 | 20 | 41 | 90 | 16:44 | 16. | 5733      | Willi Kitza                            | 07   |
| 1953/54 | 2. Liga West              | II.   | 30 | 10 | 08 | 12 | 40 | 47 | 28:32 | 11. | 2933      | Günter Bleckmann                       | 08   |
| 1954/55 | 2. Liga West              | II.   | 28 | 15 | 04 | 09 | 64 | 45 | 34:22 | 05. | 5314      | Heinz Klahrmann                        | 13   |
| 1955/56 | 2. Liga West              | II.   | 30 | 12 | 05 | 13 | 48 | 56 | 29:31 | 09. | 3541      | Harry Köhler                           | 10   |
| 1956/57 | 2. Liga West              | II.   | 30 | 07 | 06 | 17 | 38 | 69 | 20:40 | 15. | 3120      | Gerd Zeitz                             | 11   |
| 1957/58 | Verbandsliga Ost          | III.  | 30 | 21 | 04 | 05 | 84 | 40 | 46:14 | 01. |           | Lothar Ratajczak                       | 25   |
| 1958/59 | 2. Liga West              | II.   | 30 | 08 | 10 | 12 | 37 | 72 | 26:34 | 12. | 2900      | Gerd Kubaschek                         | 08   |
| 1959/60 | 2. Liga West              | II.   | 30 | 10 | 06 | 14 | 54 | 60 | 26:34 | 13. | 2133      | Lothar Ratajczak                       | 12   |
| 1960/61 | 2. Liga West              | II.   | 30 | 09 | 04 | 17 | 38 | 59 | 22:38 | 12. | 2333      | Gerd Kubaschek                         | 10   |
| 1961/62 | 2. Liga West              | II.   | 30 | 09 | 03 | 18 | 45 | 70 | 21:39 | 16. | 1887      | Lothar Ratajczak                       | 13   |

### Zwischen Amateurlager und 2. Bundesliga (1962 bis 1981)
1964 konnte der Abstieg in die Landesliga nur knapp verhindert werden. Vor der Qualifikationsrunde um den Klassenerhalt wurde mit Kalli Mateijka ein ehemaliger "Himmelsstürmer" als Trainer verpflichtet. Im folgenden Jahr 1965 wurde die SpVgg überraschend Gruppensieger in der Verbandsliga. Die Entscheidungsspiele um den Aufstieg in die Regionalliga West gegen den VfL Bochum endeten 1:4 und 3:2. Am 16. Mai 1965 kam es vor 14.000 Zuschauern in der Recklinghäuser Viktoria-Kampfbahn zum Entscheidungsspiel. Nachdem das Spiel nach Verlängerung unentschieden geendet hatte, wurden die Bochumer durch Münzwurf Westfalenmeister. Eine Legende besagt, dass die Bochumer schon zu jubeln begannen, bevor die Münze auf dem Boden ankam. Bei der deutschen Amateurmeisterschaft scheiterten die Erkenschwicker im Halbfinale am SV Wiesbaden. Im Jahr des 50. Vereinsjubiläums erreicht die Mannschaft 1966 unter Trainer Kalli Matejka den zweiten Platz in der Verbandsliga. In den folgenden Entscheidungsspielen gegen Viktoria Wuppertal und die SG Düren 99 wurde der Verein Westdeutscher Meister. In der ersten Runde um die deutsche Amateurmeisterschaft scheiterte man nach zwei Spielen gegen Viktoria Sulzbach (1:0, 1:2) erneut durch Münzwurf.

#### Gegen die Bayern
Die Saison 1966/67 beendete die Mannschaft als Meister der Verbandsliga nach einem 2:0-Sieg im Entscheidungsspiel am 6. Mai 1967 gegen die SpVgg Herten in Recklinghausen vor 14.000 Zuschauern. In der anschließenden Aufstiegsrunde belegte die Mannschaft hinter dem Lüner SV, dem VfB Bottrop und Fortuna Köln nur den vierten Rang.
Durch das Erreichen des Achtelfinales im DFB-Pokal 1966/67 war die Spielvereinigung der erste Amateurverein in der Runde der letzten 16 nach dem Zweiten Weltkrieg. Am 4. Februar 1967 siegte der FC Bayern München vor 23.800 Zuschauern am Stimberg mit 3:1. Zwei Tore steuerte Gerd Müller bei, im Team von Trainer Zlatko Čajkovski spielten außerdem u. a. Sepp Maier, Georg Schwarzenbeck und Franz Beckenbauer. Kurios: Am Vormittag feierte Torhüter Herbert Freese noch seine kirchliche Hochzeit.
Während einer Freundschaftsspielreise durch die Sowjetunion im Oktober 1967 unterlag die Mannschaft Neftçi Baku mit 1:2, Tschornomorez Odessa 0:1 und dem FK Ararat Jerewan mit 1:5.
In der Saison 1967/68 erreichte die Mannschaft erneut die Meisterschaft in der Verbandsliga. Das Endspiel um die Westfalenmeisterschaft gegen den VfL Schwerte wurde mit 2:1 gewonnen. In der Aufstiegsrunde zur Regionalliga musste man jedoch erneut Eintracht Duisburg, dem Bonner SC und dem SSV Hagen den Vortritt lassen.
Unter dem neuen Trainer Rudi Schulz erreichte der ESV 1968/69 die Vizemeisterschaft. Am 12. Juli 1969 stand die SpVgg Erkenschwick im Endspiel um die deutsche Amateurmeisterschaft in Krefeld, verlor dies allerdings mit 1:2 gegen den SC Jülich. An diesem Tag richtete die Deutsche Bundesbahn einen Sonderzug über die Gleise der Zeche Ewald Fortsetzung für die Erkenschwicker Fans ein. So kam die Stadt für einen Tag in den Besitz eines Bahnhofs mit Anschluss an das Bundesbahnnetz. Am 20. Juli 1969 folgte ein Entscheidungsspiel um den Aufstieg in die Regionalliga West im Stadion Rote Erde in Dortmund, das mit 2:1 nach Verlängerung gegen den SSV Hagen gewonnen wurde. Die Eintrittskarten reichten an diesem Tag nicht aus, die Schätzungen der Zuschauerzahl schwankten zwischen 22.000 und sogar 30.000.

#### Der Torfall von Herne
In der Regionalliga 1969/70 konnten die Erkenschwicker unter dem neuen Trainer Willi Nagerski knapp die Klasse halten. In der Folgesaison wurde nur nach einem Trainerwechsel zu Heinz Sewina der Abstieg vermieden. In der Saison 1971/72 gelang mit Platz sechs eine bessere Platzierung. Die Erkenschwicker entwickelten in dieser Zeit eine große Heimstärke und ausgeprägte Auswärtsschwäche. Im Januar 1972 versuchte Torwart Dieter Breuer beim Auswärtsspiel bei Westfalia Herne dem Glück auf die Sprünge zu helfen. Mit einem gezielten Griff an den damals noch viereckigen Torbalken brachte er das Tor zum Einsturz, um einen Spielabbruch und damit die Punkte am grünen Tisch zu erreichen. Die Herner konnten jedoch ein Ersatztor aufbauen und nach einer halben Stunde Unterbrechung ging es weiter. Ironie der Geschichte: durch einen Treffer von Uwe Kolitsch gewannen die „Schwicker“ das Spiel auch regulär mit 1:0.
1972/73 verloren sie im Stimbergstadion nur ein Spiel und waren mit 30:4 Punkten und 56:20 Toren die heimstärkste Elf unter allen bundesdeutschen Regionalligisten. Auswärts holten sie jedoch nur sechs Punkte. Selbst eine 3:1-Führung bis zur 84. Minute bei Bayer 05 Uerdingen reichte nicht zum Punktgewinn. In den letzten sechs Spielminuten erzielten die Uerdinger noch drei Treffer, zwei davon durch Manfred Burgsmüller.
1974 qualifizierte sich die SpVgg für die neu geschaffene 2. Bundesliga Nord. Am 3. Februar 1974 löste Bayern München ein Versprechen von 1967 ein und spielte ein Freundschaftsspiel am Stimberg. Die Mannschaft mit u. a. Maier, Kapellmann, Breitner, Beckenbauer und Hoeneß konnte vor 10.000 Zuschauern erst in der 88. Spielminute den 4:3-Siegtreffer erzielen. Am Ende der Saison 1975 konnte sich die Mannschaft zunächst als Tabellensechzehnter halten. Das Stimbergstadion wurde ausgebaut. 17.400 Steh- und 1.100 überdachte Sitzplätze betrug das Fassungsvermögen. 1976 stieg die Mannschaft jedoch als 18. in die Verbandsliga ab.
1977/78 wurde zwar der Wiederaufstieg in den bezahlten Fußball verpasst, jedoch qualifizierten sich die Erkenschwicker für die neu geschaffene Oberliga Westfalen. Hans-Jürgen Wittkamp wechselte zur Saison 1978/79 von Borussia Mönchengladbach an den Stimberg und lenkte die Mannschaft fortan als Libero. In seiner ersten Saison wurde die Meisterschaft erst am letzten Spieltag durch ein 0:1 bei der SpVg Beckum verspielt.
Am 5. September 1978 siegte Borussia Mönchengladbach unter Trainer Udo Lattek in einem Freundschaftsspiel vor 5.000 Zuschauern am Stimberg mit 5:3.
Im Folgejahr 1980 wurde jedoch unter Trainer Klaus Quinkert der Titelgewinn erreicht. Der spätere Filmregisseur Sönke Wortmann machte in diesem Jahr sein letztes Spiel als Lizenzspieler, bevor er sein Studium begann.
1980/81 wurde in Erkenschwick somit wieder Profifußball gespielt. Da zur Saison 1981/82 die eingleisige 2. Bundesliga eingeführt wurde, wurde vom DFB ein Platzziffern-System erstellt, um die zukünftigen Zweitligisten zu ermitteln. Die SpVgg benötigte hiernach mindestens den vierten Rang in der Abschlusstabelle zum Klassenerhalt, der deutlich verfehlt wurde.
| Saison  | Liga           | Level | S  | G  | U  | V  | T  | G  | Pkt   | Pos | Zuschauer | Bester Torschütze      | Tore |
| ------- | -------------- | ----- | -- | -- | -- | -- | -- | -- | ----- | --- | --------- | ---------------------- | ---- |
| 1962/63 | VL Westfalen 1 | III.  | 28 | 11 | 5  | 12 | 45 | 45 | 27:29 | 8.  |           |                        |      |
| 1963/64 | VL Westfalen 1 | III.  | 32 | 12 | 7  | 13 | 40 | 48 | 31:33 | 13. |           |                        |      |
| 1964/65 | VL Westfalen 1 | III.  | 30 | 20 | 5  | 5  | 71 | 29 | 45:15 | 1.  |           |                        |      |
| 1965/66 | VL Westfalen 1 | III.  | 28 | 21 | 2  | 5  | 71 | 25 | 44:12 | 2.  |           |                        |      |
| 1966/67 | VL Westfalen 1 | III.  | 28 | 19 | 5  | 4  | 68 | 16 | 43:13 | 1.  |           |                        |      |
| 1967/68 | VL Westfalen 1 | III.  | 30 | 19 | 7  | 4  | 62 | 27 | 45:15 | 1.  |           |                        |      |
| 1968/69 | VL Westfalen 1 | III.  | 30 | 18 | 8  | 4  | 61 | 26 | 44:16 | 2.  |           |                        |      |
| 1969/70 | RL West        | II.   | 34 | 10 | 7  | 17 | 38 | 53 | 27:41 | 15. | 4094      | Karl-Heinz Seidenkranz | 8    |
| 1970/71 | RL West        | II.   | 34 | 11 | 4  | 19 | 37 | 62 | 26:42 | 15. | 3441      | Werner Schwamberger    | 10   |
| 1971/72 | RL West        | II.   | 34 | 13 | 10 | 11 | 41 | 52 | 36:32 | 6.  | 4305      | Werner Schwamberger    | 9    |
| 1972/73 | RL West        | II.   | 34 | 16 | 4  | 14 | 73 | 60 | 36:32 | 10. | 4000      | Karl-Heinz Porschke    | 16   |
| 1973/74 | RL West        | II.   | 34 | 8  | 14 | 12 | 54 | 69 | 30:38 | 11. | 3370      | Uwe Kolitsch           | 10   |
| 1974/75 | 2. BL Nord     | II.   | 38 | 9  | 11 | 18 | 49 | 70 | 29:47 | 16. | 5057      | Horst Koschmieder      | 10   |
| 1975/76 | 2. BL Nord     | II.   | 38 | 10 | 9  | 19 | 45 | 69 | 29:47 | 18. | 3447      | Horst Koschmieder      | 8    |
| 1976/77 | VL Westfalen 2 | III.  | 34 | 15 | 10 | 9  | 69 | 45 | 40:28 | 5.  |           |                        |      |
| 1977/78 | VL Westfalen 2 | III.  | 34 | 22 | 6  | 6  | 76 | 34 | 50:18 | 2.  |           |                        |      |
| 1978/79 | OL Westfalen   | III.  | 34 | 19 | 6  | 9  | 66 | 32 | 44:24 | 3.  |           |                        |      |
| 1979/80 | OL Westfalen   | III.  | 34 | 20 | 10 | 4  | 57 | 22 | 50:18 | 1.  | 3382      | Gisbert Paus           | 16   |
| 1980/81 | 2. BL Nord     | II.   | 42 | 7  | 8  | 27 | 46 | 91 | 22:62 | 21. | 2666      | Wolfgang Pache         | 11   |

### Nach dem Niedergang des Bergbaus (1981 bis 2008)

#### Meisterschaft und Aufstiegsrunde

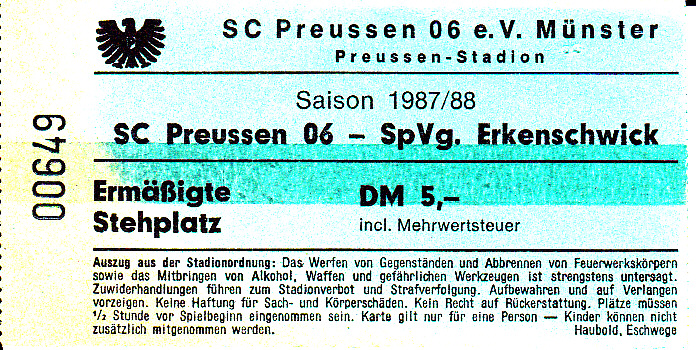
Eintrittskarte Preußen Münster – ESV 1987/88

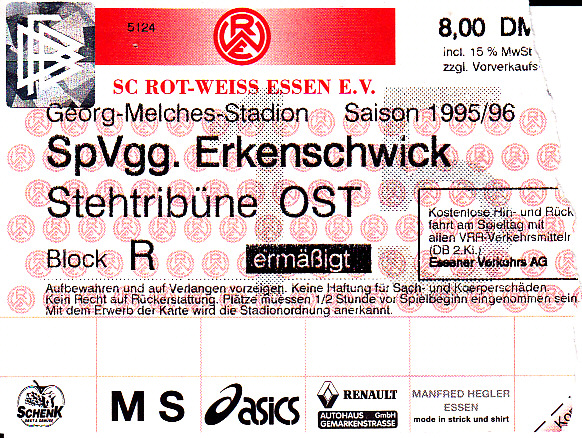
Eintrittskarte Rot-Weiss Essen – ESV 1995/96

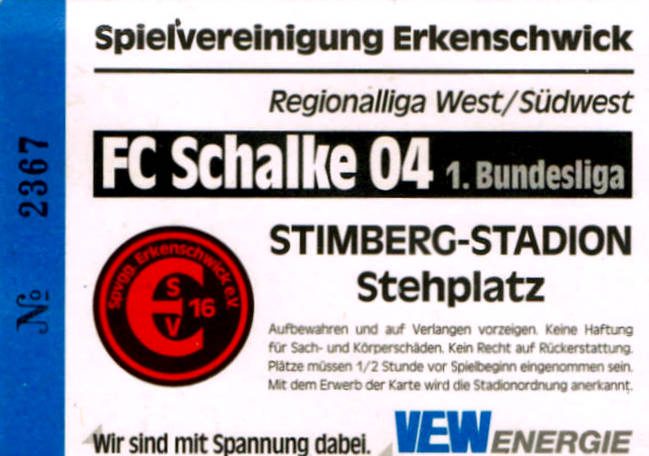
Eintrittskarte ESV – Schalke 04 1998

Das Abenteuer 2. Bundesliga endete für die Spielvereinigung mit einem deutlichen Minus in der Kasse von 156.000 DM. Nachdem in der Saison 1981/82 noch ein guter dritter Platz in der Oberliga erreicht wurde, endeten die folgenden Spielzeiten im Mittelmaß. Mitte der 1980er Jahre begann mit der Schließung der Kokerei der Zeche Ewald Fortsetzung der umfangreiche Abbau von Arbeitsplätzen in der Stimbergstadt, was insgesamt auch die wirtschaftliche Leistungsfähigkeit der Spielvereinigung beeinträchtigte.
In die Oberliga-Spielzeit 1986/87 startete die Mannschaft furios. Im Dezember 1986 strich Trainer Hans-Jürgen Wittkamp seinen Libero Peter Dewitz aus der Startelf. Aus verletztem Stolz weigerte sich dieser, auf der Ersatzbank Platz zu nehmen. Der Streit eskalierte und Wittkamp forderte die Suspendierung des Spielers. Da der Verein dem nicht nachkommen wollte, erklärte der entnervte Trainer prompt seinen Rücktritt. Die Spielvereinigung war zu diesem Zeitpunkt unangefochtener Tabellenführer. Zwei Tage später unterlag die Mannschaft im Spitzenspiel bei Preußen Münster vor 12.000 Zuschauern mit 0:2. Zur Rückrunde verpflichtete der Verein Dieter Tartemann als Trainer. Das Team erreichte souverän die Westfalenmeisterschaft. Durch einen 2:1-Auswärtssieg im Endspiel des Westfalenpokals ebenfalls bei Preußen Münster gewann die Mannschaft das „Double“ und zog in die erste Hauptrunde des DFB-Pokals ein.
In der folgenden Aufstiegsrunde zur 2. Bundesliga reichte es jedoch nur zu einem wertlosen vierten Platz. Einen Höhepunkt der Vereinsgeschichte stellt jedoch der 2:1-Heimsieg gegen Hertha BSC vor 5.000 Zuschauern dar. Deren Trainer Jürgen Sundermann wurde vor der Aufstiegsrunde mit den Worten zitiert: „Jetzt müssen wir aufpassen, dass wir uns nicht von einem Dorfclub überraschen lassen!“ Auch Hertha BSC verpasste den Aufstieg.

#### Regionalliga und finanzielle Probleme
Es folgten weitere Jahre im Mittelfeld der Oberliga Westfalen. Am 3. August 1993 ging das Spiel der 1. DFB-Pokal Hauptrunde gegen Borussia Mönchengladbach vor 15.000 Zuschauern knapp mit 0:2 verloren. Nach der Saison 1993/94 belegte die SpVgg unter Trainer Hermann Erlhoff den vierten Platz. Damit gehörte sie zu den Gründungsmitgliedern der neu erschaffenen Regionalliga West/Südwest. Zu diesem Zeitpunkt war der Verein schuldenfrei. Der Etat verdoppelte sich von 700.000 DM auf ca. 1,38 Mio. DM. Die Saison endete mit dem 11. Platz im Mittelfeld der Tabelle. Nach schlechtem Start in die Saison 1995/96 wurde Trainer Erlhoff durch Klaus Berge ersetzt. Auch die zweite Saison in der Regionalliga endete auf dem 11. Platz. Nach nur vier Punkten aus 10 Spielen zu Beginn der Saison 1996/97 endete die Ära Berge allerdings schnell und mit Dieter Tartemann kehrte ein ehemaliger Erfolgstrainer zum bereits vierten Mal auf die Erkenschwicker Trainerbank zurück. Zwar konnte die Mannschaft den drohenden Abstieg mit Platz 13 vermeiden, der Zuschauerschwund und die drohende Unterfinanzierung zeichneten sich aber schon ab. Am 18. September 1997 erklärte der Präsident Heinz Feld seinen sofortigen Rücktritt und gab einen Schuldenstand von 300.000 DM bekannt. Der Ehrenvorsitzende Anton Stark übernahm kommissarisch das Amt des Präsidenten und setzte einen rigiden Sparkurs durch. Die Leistungsträger und der Trainer verließen in der Winterpause den Verein. Durch ein Gastspiel des frischgebackenen UEFA-Pokalsiegers FC Schalke 04 vor 6.000 Zuschauern (0:1) wurde der Spielbetrieb zunächst gesichert. Der Co-Trainer und ehemalige Spieler Heinz Niggemeier übernahm die Verantwortung als Trainer. Überraschenderweise schaffte die Mannschaft mit Platz 15 den Klassenerhalt. Am 26. August 1998 gastierte auch Borussia Dortmund zur Rettung des klammen Vereins vor 6.000 Zuschauern (1:4) am Stimberg. Die Qualität der Mannschaft erreichte jedoch nicht mehr Regionalliganiveau und nach nur 15 Punkten aus 32 Spielen folgte der Abstieg in die Oberliga Westfalen. Die Mannschaft erwies sich auch in der Saison 1999/2000 für die Oberliga als zu schwach. Sowohl Niggemeier als auch sein Nachfolger Peter Dewitz warfen das Handtuch. Am Ende stand der zweite Abstieg hintereinander und damit erstmals die Fünftklassigkeit.

#### Der erste Neuanfang

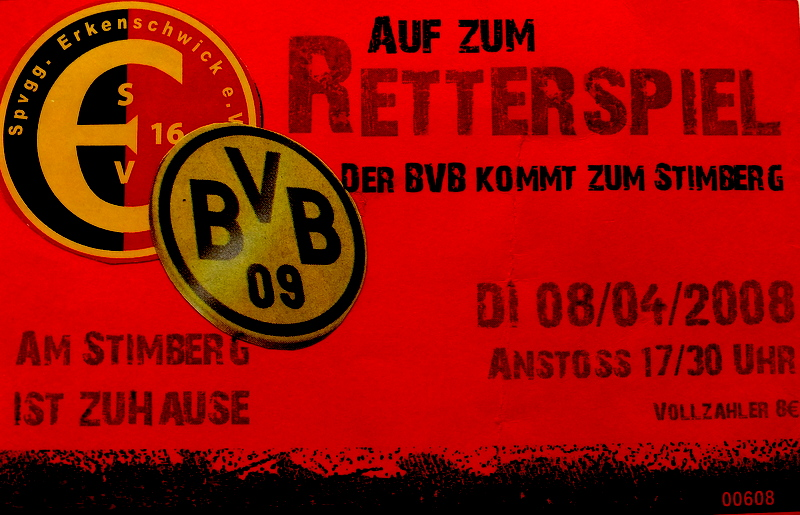
Eintrittskarte ESV – BVB 2008

Mit Trainer Peter Anders und vielen jungen Spielern gelang in der Verbandsliga ein überraschender Neuanfang. Nach Platz 2 in der Abschlusstabelle scheiterte der ESV in einem Entscheidungsspiel um den Aufstieg am Hövelhofer SV mit 0:1. Sechs Spieltage vor Ende der Saison 2001/02 wurde Trainer Anders beurlaubt, da der Aufstieg außer Reichweite kam. Michael Pannenbecker, zuvor Trainer der zweiten Mannschaft, übernahm nun die Leitung der SpVgg. Unter ihm gelang zwar noch der höchste Sieg der Vereinsgeschichte beim 14:1 gegen den VSV Wenden, es reichte in der Abschlusstabelle jedoch lediglich zu Platz 5. Erst im Jahre 2004 gelang die Rückkehr in die Oberliga Westfalen. Im Aufstiegsjahr betrug der Etat des Gesamtvereins 250.000 Euro. Nachdem in der Saison 2004/05 mit einem 12. Platz der Klassenerhalt souverän gesichert wurde, wurde es in der Folgesaison kurios. Mit hohen Ambitionen in die Saison 2005/06 gestartet, durften insgesamt vier Trainer (Michael Pannenbecker, Ingo Anderbrügge, Ralf Fischer und Manfred Wölpper) ihr Glück versuchen. Heraus kam lediglich der Klassenerhalt. Die A-Jugend sicherte sich jedoch die Meisterschaft in der Westfalenliga und spielte in der Folgesaison 2006/07 in der U-19-Bundesliga.
Auch im folgenden Jubiläumsjahr – der Verein wurde 90 – reichte es nur zum 12. Platz. In der Saison 2007/08 wurde mit namhaften Verstärkungen, darunter der ehemalige Fußballprofi Francis Bugri, die Qualifikation für die neue NRW-Liga angestrebt. Die Saison wurde von finanziellen Problemen überschattet. Nach Ausbleiben von mehreren Monatsgehältern verließen einige Leistungsträger ebenso wie der Trainer in der Winterpause die Schwarz-Roten. Kurz- und langfristige Verbindlichkeiten in Höhe von 750.000 Euro lasteten auf dem Verein. Trotz eines Benefizspiels gegen Borussia Dortmund am 8. April 2008 vor 3.500 Zuschauern musste der Verein am 10. Juni 2008 Insolvenz anmelden.
| Saison    | Liga           | Level | S  | G  | U  | V  | T  | G  | Pkt   | Pos | Zuschauer | Bester Torschütze                 | Tore |
| --------- | -------------- | ----- | -- | -- | -- | -- | -- | -- | ----- | --- | --------- | --------------------------------- | ---- |
| 1981/82   | OL Westfalen   | III.  | 40 | 21 | 8  | 11 | 82 | 59 | 50:30 | 3.  | 1810      | Jürgen Nabrotzki                  | 24   |
| 1982/83   | OL Westfalen   | III.  | 34 | 13 | 9  | 12 | 65 | 64 | 35:33 | 10. | 1153      |                                   |      |
| 1983/84   | OL Westfalen   | III.  | 34 | 15 | 5  | 14 | 49 | 40 | 35:33 | 7.  | 1206      | Michael Pröpper                   | 19   |
| 1984/85   | OL Westfalen   | III.  | 34 | 10 | 12 | 12 | 37 | 49 | 32:36 | 10. |           |                                   |      |
| 1985/86   | OL Westfalen   | III.  | 32 | 11 | 10 | 11 | 44 | 42 | 32:32 | 7.  | 1028      | Reinhold Zagorny                  | 12   |
| 1986/87   | OL Westfalen   | III.  | 30 | 18 | 8  | 4  | 58 | 30 | 44:16 | 1.  | 1833      | Dieter Götz                       | 22   |
| 1987/88   | OL Westfalen   | III.  | 30 | 14 | 7  | 9  | 56 | 33 | 35:25 | 5.  | 1220      | Gisbert Paus                      | 11   |
| 1988/89   | OL Westfalen   | III.  | 30 | 10 | 6  | 14 | 47 | 53 | 26:34 | 11. | 1230      | Siggi Riemann                     | 15   |
| 1989/90   | OL Westfalen   | III.  | 30 | 8  | 10 | 12 | 39 | 43 | 26:34 | 11. | 1203      | Carsten Link                      | 9    |
| 1990/91   | OL Westfalen   | III.  | 30 | 6  | 14 | 10 | 42 | 51 | 26:34 | 10. | 1447      | André Heitmeier                   | 9    |
| 1991/92   | OL Westfalen   | III.  | 30 | 13 | 7  | 10 | 50 | 41 | 33:27 | 6.  | 1642      | Thorsten Kornmaier                | 10   |
| 1992/93   | OL Westfalen   | III.  | 34 | 13 | 13 | 8  | 47 | 42 | 39:29 | 7.  | 1159      | Markus Laussmann                  | 12   |
| 1993/94   | OL Westfalen   | III.  | 30 | 16 | 6  | 8  | 46 | 35 | 38:22 | 4.  | 1413      | Markus Laussmann                  | 12   |
| 1994/95   | RL W/SW        | III.  | 34 | 11 | 12 | 11 | 46 | 47 | 34:34 | 11. | 1994      | Thorsten Kornmaier, Martin Wagner | 10   |
| 1995/96   | RL W/SW        | III.  | 36 | 11 | 13 | 12 | 42 | 40 | 46    | 11. | 1530      | Til Bettenstaedt                  | 11   |
| 1996/97   | RL W/SW        | III.  | 34 | 10 | 10 | 14 | 46 | 55 | 40    | 13. | 1212      | Ludger Matena, Bernd Strate       | 8    |
| 1997/98   | RL W/SW        | III.  | 34 | 9  | 9  | 16 | 41 | 69 | 36    | 15. | 1000      | Michael Hubner                    | 8    |
| 1998/99   | RL W/SW        | III.  | 32 | 2  | 9  | 21 | 30 | 77 | 15    | 16. | 1031      | Kai Schriewersmann                | 5    |
| 1999/2000 | OL Westfalen   | IV.   | 28 | 4  | 4  | 20 | 30 | 63 | 16    | 15. | 341       | Markus Breuckmann                 | 8    |
| 2000/01   | VL Westfalen 2 | V.    | 28 | 16 | 6  | 6  | 61 | 33 | 54    | 2.  |           | Adrian Cetera                     | 14   |
| 2001/02   | VL 2           | V.    | 28 | 15 | 4  | 9  | 72 | 55 | 49    | 5.  |           | Martin Setzke                     | 14   |
| 2002/03   | VL 2           | V.    | 28 | 11 | 8  | 9  | 43 | 41 | 41    | 6.  |           | Adrian Cetera                     | 11   |
| 2003/04   | VL 2           | V.    | 30 | 22 | 7  | 1  | 78 | 21 | 73    | 1.  |           | Pierre Bendig                     | 21   |
| 2004/05   | OL Westfalen   | IV.   | 34 | 11 | 9  | 14 | 37 | 45 | 42    | 12. | 493       | Pierre Bendig, Markus Wood        | 7    |
| 2005/06   | OL Westfalen   | IV.   | 34 | 10 | 8  | 16 | 32 | 45 | 38    | 15. | 447       | Pierre Bendig                     | 10   |
| 2006/07   | OL Westfalen   | IV.   | 34 | 9  | 11 | 14 | 43 | 56 | 38    | 12. | 652       | Sebastian Westerhoff              | 15   |
| 2007/08   | OL Westfalen   | IV.   | 34 | 12 | 7  | 15 | 49 | 54 | 43    | 12. | 665       | Martin Setzke                     | 12   |

### Neuanfang nach dem finanziellen Kollaps (seit 2008)

#### NRW-Liga und Insolvenz

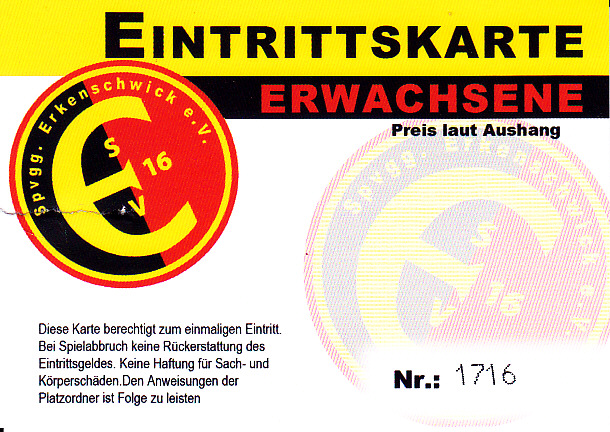
Eintrittskarte ESV 2012

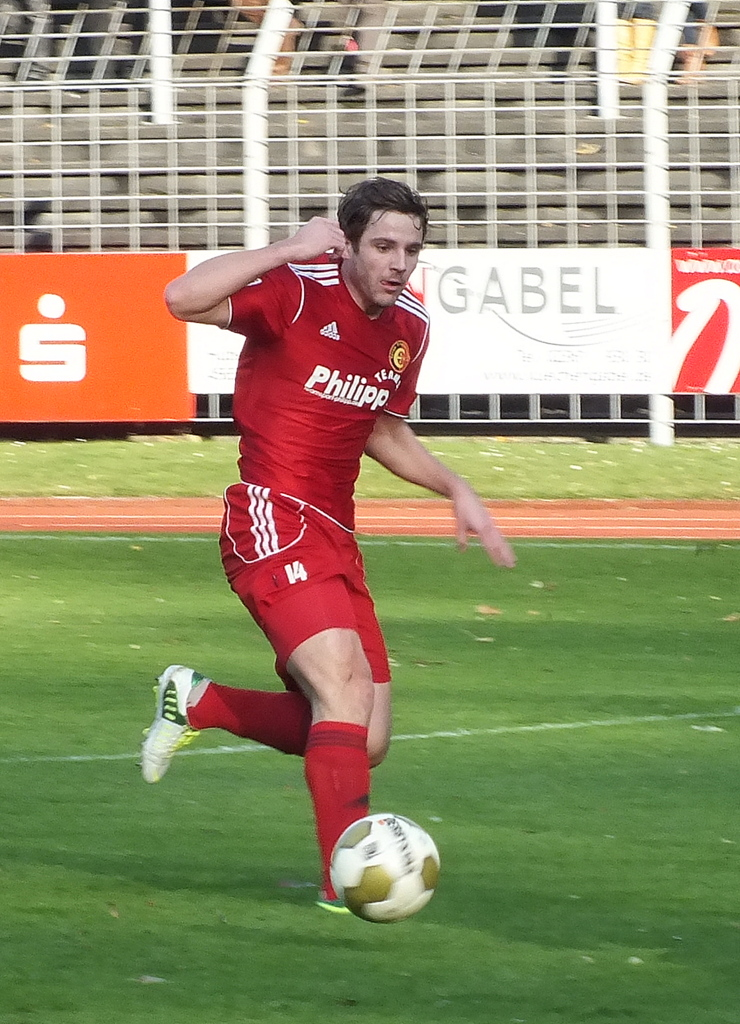
Erfolgreichster Erkenschwicker Torjäger aller Zeiten: Stefan Oerterer

Durch den Zwangsabstieg aufgrund der Insolvenz und die Neuschaffung der 3. Liga spielte die SpVgg Erkenschwick erstmals nur noch sechstklassig. Der Ehrenvorsitzende Anton Stark übernahm noch einmal den Vorsitz kommissarisch und führte den Verein durch das Insolvenzplanverfahren. In die Westfalenliga-Saison 2008/09 ging der Verein unter dem neuen Trainer Jürgen Klahs mit einem Mini-Etat von 70.000 Euro. Nach neun Spielen auf dem letzten Platz liegend erfolgte die Trennung vom Übungsleiter. Mit Jürgen Wielert übernahm ein Ex-Profi die Verantwortung an der Außenlinie. Platz 12 bedeutete am Saisonende den Klassenerhalt. Nach der Umgruppierung in die Westfalenliga 2 im Jahre 2010 wurde der Aufstieg in die fünftklassige NRW-Liga mit der fast identischen Mannschaft als souveräner Meister erreicht. Aus dem Insolvenzplanverfahren ging der Verein schuldenfrei hervor. Auch die A-Jugend des Klubs schaffte erneut einen Aufstieg und spielte 2010/11 wieder in der U-19-Bundesliga.
Aufgrund nach wie vor bestehender „unzureichender wirtschaftlicher Leistungsfähigkeit“ wurde dem Verein im Juni 2010 zunächst die Lizenz für die NRW-Liga verweigert. Am 9. Juli 2010 erteilte der Westdeutsche Fußball- und Leichtathletikverband in einem Einspruchsverfahren doch noch die Lizenz für die fünfthöchste Spielklasse. Als im Herbst drei wichtige Spiele gegen Mitkonkurrenten im Abstiegskampf nacheinander verloren werden, übernahm am 23. November der Sportliche Leiter Stefan Blank zusätzlich das Traineramt. Im Verlauf der NRW-Liga-Saison 2010/11 gab der Verein bekannt, für die kommende Saison auf einen Startplatz in dieser Spielklasse verzichten zu wollen. Am Saisonende waren die Erkenschwicker als Tabellenvorletzter auch sportlich abgestiegen, so dass sie ab der Saison 2011/12 wieder in der Westfalenliga antraten.

#### Oberliga Westfalen und Konsolidierung
Nach dem Abstieg wurde in der Westfalenliga mit einer jungen Mannschaft erneut ein Neuanfang gestartet. Trainer wurde der bisherige Jugendtrainer Magnus Niemöller, der seit 2004 die A-Jugend betreut hatte. Nach einer erfolgreichen Spielzeit 2011/12 gelang mit dem Erreichen des zweiten Tabellenplatzes der Aufstieg in die nunmehr fünftklassige Oberliga Westfalen. Nach der Hinserie 2012 belegte die Spvgg. einen guten vierten Platz. Am 21. Januar 2013 gab der Verein jedoch bekannt, aus finanziellen Gründen keine Regionalliga-Lizenz für die kommende Saison zu beantragen. Am Saisonende stand der ESV auf dem 5. Platz.
Am 8. September 2013 erzielte Stefan Oerterer in seinem 137. Meisterschaftsspiel für die Spvgg. beim 3:0 gegen den TuS Ennepetal sein 100. Tor und wurde damit zum erfolgreichsten Torschützen der Vereinsgeschichte.
Eine starke Hinserie führte die Spvgg. auf den 2. Tabellenplatz, der zum Aufstieg in die Regionalliga berechtigt hätte. Nach einem 1:0-Heimsieg im Spitzenspiel gegen den SV Rödinghausen gab der Vorstand am 17. März 2014 jedoch erneut bekannt, dass die finanziellen Hürden für einen Regionalliga-Aufstieg noch zu hoch seien. Aufgrund zweier turbulent verlaufener Auswärtsspiele ging die Saison 2013/14 in die Oberligageschichte ein. Beim FC Gütersloh 2000 konnte die Mannschaft mit 5:8 gewinnen, das Spiel beim FC Eintracht Rheine endete 5:5 unentschieden. In beiden Spielen musste das Team zunächst einen 0:3-Rückstand hinnehmen. Die Mannschaft wurde erst am letzten Spieltag auf den dritten Platz verdrängt.
Der Start in die Saison 2014/15 verlief eher durchwachsen, da insbesondere der Verlust von Spielmacher Sebastian Westerhoff an den TSV Marl-Hüls durch die jungen Neuzugänge nicht unmittelbar kompensiert werden konnte. Am 30. April 2015 gab der wiedergewählte Vorsitzende Hermann Silvers bekannt, dass der Verein schuldenfrei sei und ein Aufstieg in die Regionalliga für die Zukunft nicht mehr ausgeschlossen werde. Die Mannschaft schloss die Saison auf Platz 6 ab.
Nach der Hinrunde der Saison 2015/16 stand die Mannschaft auf Rang drei der Tabelle. Im März 2016 gab der Vorstand jedoch bekannt, dass die Spielvereinigung am Lizenzierungsverfahren für die Regionalliga erneut nicht teilnimmt. Als Begründung wurden finanzielle und strukturelle Probleme im Verein als auch im Umfeld angegeben. Die Mannschaft reagierte ungewöhnlich: Sie spielte eine sehr starke Rückrunde und erreichte mit dem zweiten Platz die sportliche Qualifikation zur Regionalliga. Nach dem Ende der Saison verließen sowohl Trainer Magnus Niemöller (nach 12-jähriger Trainertätigkeit im Verein), als auch fast der gesamte Kader den Verein.

#### Nach der Ära Niemöller

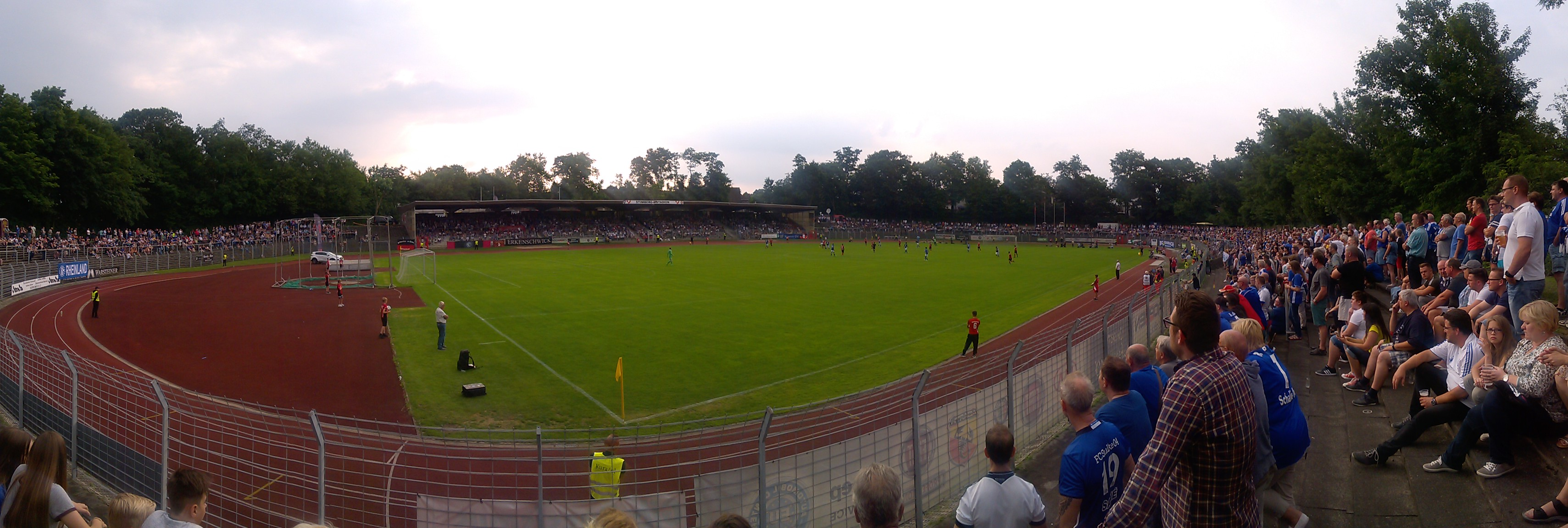
Freundschaftsspiel gegen Schalke 04

Der als neuer Trainer engagierte Ex-Spieler Zouhair Allali stand damit vor der Herkulesaufgabe, eine komplett neue Mannschaft aufzubauen. Am 8. Juli 2016 unterlag die Mannschaft in einem Freundschaftsspiel aus Anlass des 100-jährigen Vereinsjubiläums Borussia Dortmund vor 8.000 Zuschauern mit 2:5. Nach einer schwachen Hinserie fand sich die Mannschaft Ende 2016 mit nur 13 Punkten aus 18 Spielen auf dem letzten Tabellenplatz wieder. Als abgeschlagener Letzter musste die Spielvereinigung am Saisonende den Gang in die Westfalenliga antreten. Genau ein Jahr nach Borussia Dortmund gastierte der FC Schalke 04 am 8. Juli 2017 zum Testspiel am Stimberg und siegte vor 5.200 Zuschauern mit 9:1. Nach dem Rücktritt von Trainer Allali übernahm Ex-Profi René Lewejohann den ESV zur Halbserie. Die Mannschaft konsolidierte sich auf dem 4. Platz der Westfalenliga.
Drei Spieltage vor dem Ende der Hinrunde der Saison 2018/19 verließ René Lewejohann den ESV als Tabellenzehnter bereits wieder in Richtung Hammer SpVg. Ahmet Inal übernahm den Posten und führte die Mannschaft auf den 5. Platz. Im Laufe der Saison 2019/20 wurde Trainer Inal durch David Sawatzki ersetzt, der die Mannschaft bis zum Februar 2022 trainierte. Am 26. Februar 2022 stellte der Verein Ex-Profi Michael Lusch als Interimstrainer bis Saisonende vor.

#### Magnus Niemöller kehrt zurück
Zur Saison 2022/23 übernahm erneut Magnus Niemöller die Mannschaft. Am vorletzten Spieltag der Saison stand die Spvgg. Erkenschwick als Meister der Staffel 1 der Westfalenliga fest und damit als Aufsteiger in die Oberliga Westfalen. In derselben Saison erreichte die Spvgg. Erkenschwick auch das Finale des Westfalenpokals, in dem sie dem höherklassigen FC Gütersloh mit 3:4 im Elfmeterschießen unterlag.
Nach anfänglichen Anpassungsproblemen stabilisierte sich die Mannschaft in der Oberliga-Saison 2023/24. Am Ende stand ein bemerkenswerter vierter Platz, der Aufstieg schien kurzzeitig in Reichweite. Die Spielvereinigung stellte sogar die auswärtsstärkste Mannschaft der Liga. In dem Jahr endete die Reise im Westfalenpokal im Viertelfinale, als man dem SC Preußen Münster auswärts mit 0:4 unterlag. Die Spielzeit 2024/25 begann durchwachsen, nach der Winterpause verlor die Mannschaft jedoch völlig den Faden. Nach lediglich einem Sieg im Kalenderjahr 2025 und Tabellenplatz 17 wurde am 21. April 2025 Magnus Niemöller nach fast 17 Jahren als Trainer im Verein entlassen. Da zur nächsten Saison bereits mit Nassir Malyar der neue Trainer feststand, übernahm bis zum Saisonende interimistisch Dimitrios Pappas das Amt des Hauptübungsleiters. Der Trainerwechsel verpuffte jedoch, die Mannschaft holte nur noch drei Punkte bei 4:24 Toren. Letztlich verdankte das Team den Klassenerhalt der Insolvenz des TuS Bövinghausen.
| Saison  | Liga            | Level | S  | G  | U  | V  | T  | G  | Pkt | Pos | Zuschauer | Bester Torschütze           | Tore |
| ------- | --------------- | ----- | -- | -- | -- | -- | -- | -- | --- | --- | --------- | --------------------------- | ---- |
| 2008/09 | Westfalenliga 1 | VI.   | 34 | 12 | 6  | 16 | 48 | 54 | 42  | 12. | 300       | Timo Ostdorf                | 10   |
| 2009/10 | Westfalenliga 2 | VI.   | 34 | 20 | 9  | 5  | 72 | 40 | 69  | 1.  | 424       | Stefan Oerterer             | 29   |
| 2010/11 | NRW-Liga        | V.    | 33 | 5  | 5  | 23 | 30 | 69 | 17  | 17. | 496       | Stefan Oerterer             | 15   |
| 2011/12 | Westfalenliga 2 | VI.   | 32 | 19 | 6  | 7  | 86 | 38 | 63  | 2.  | 295       | Stefan Oerterer             | 32   |
| 2012/13 | OL Westfalen    | V.    | 34 | 17 | 9  | 8  | 63 | 42 | 60  | 5.  | 357       | Stefan Oerterer             | 21   |
| 2013/14 | OL Westfalen    | V.    | 34 | 21 | 7  | 6  | 78 | 39 | 70  | 3.  | 385       | Stefan Oerterer             | 33   |
| 2014/15 | OL Westfalen    | V.    | 34 | 17 | 10 | 7  | 54 | 33 | 59  | 6.  | 336       | Stefan Oerterer             | 30   |
| 2015/16 | OL Westfalen    | V.    | 34 | 19 | 6  | 9  | 62 | 38 | 63  | 2.  | 270       | Stefan Oerterer             | 23   |
| 2016/17 | OL Westfalen    | V.    | 34 | 4  | 7  | 23 | 33 | 83 | 19  | 18. | 176       | Ivan Benkovic               | 7    |
| 2017/18 | Westfalenliga 2 | VI.   | 30 | 15 | 6  | 9  | 56 | 45 | 51  | 4.  | 229       | Ridvan Avci                 | 17   |
| 2018/19 | Westfalenliga 2 | VI.   | 30 | 14 | 6  | 10 | 54 | 41 | 47  | 5.  | 203       | Bernad Gllogjani            | 16   |
| 2019/20 | Westfalenliga 2 | VI.   | 20 | 8  | 4  | 8  | 30 | 29 | 28  | 8.  | 117       | Bernad Gllogjani            | 9    |
| 2020/21 | Westfalenliga 1 | VI.   | 8  | 4  | 3  | 1  | 18 | 11 | 15  | 2.  | 177       | Skandar Soltane             | 5    |
| 2021/22 | Westfalenliga 1 | VI.   | 34 | 17 | 3  | 14 | 75 | 65 | 54  | 8.  | 148       | Stefan Oerterer             | 26   |
| 2022/23 | Westfalenliga 1 | VI.   | 28 | 21 | 2  | 5  | 67 | 29 | 65  | 1.  | 364       | Stefan Oerterer             | 28   |
| 2023/24 | OL Westfalen    | V.    | 34 | 19 | 7  | 8  | 77 | 51 | 64  | 4.  | 415       | Ayoube Amaimouni-Echghouyab | 18   |
| 2024/25 | OL Westfalen    | V.    | 34 | 7  | 9  | 18 | 41 | 68 | 30  | 17. | 314       | Arda Nebi                   | 13   |

## Statistik
In der Ewigen Tabelle der Oberliga West 1947–63 belegt die SpVgg mit 143 Punkten den 21. Rang.
In der Ewigen Tabelle der Oberliga Westfalen belegt die SpVgg mit 1181 Punkten aus 786 Spielen den 2. Rang.
In der Ewigen Tabelle der 2. Bundesliga nimmt die SpVgg mit 106 Punkten aus 118 Spielen den 93. Rang ein.

### DFB-Pokal
Spiele der Hauptrunde:
- DFB-Pokal 1954/55
  - Bremerhaven 93 – Spvgg. Erkenschwick 5:1 (2:0), 2.000 Zuschauer
- DFB-Pokal 1966/67:
  - Spvgg. Erkenschwick – Stuttgarter Kickers 1:0 (0:0), 7.000 Zuschauer
  - Spvgg. Erkenschwick – FC Bayern München 1:3 (0:0), 23.800 Zuschauer
- DFB-Pokal 1974/75:
  - Alemannia Aachen – Spvgg. Erkenschwick 1:0 (0:0)
- DFB-Pokal 1976/77:
  - FC 08 Homburg – Spvgg. Erkenschwick 2:1
- DFB-Pokal 1979/80:
  - BV 08 Lüttringhausen – Spvgg. Erkenschwick 3:2
- DFB-Pokal 1980/81:
  - SV Arminia Hannover – Spvgg. Erkenschwick 2:1 (1:0)
- DFB-Pokal 1981/82:
  - Spvgg. Erkenschwick – Bayer 04 Leverkusen 0:3 (0:2), 5.000 Zuschauer
- DFB-Pokal 1987/88:
  - Concordia Hamburg – Spvgg. Erkenschwick 3:0 n. V. (0:0)
- DFB-Pokal 1993/94:
  - Spvgg. Erkenschwick – Borussia Mönchengladbach 0:2 (0:0), 15.000 Zuschauer

### Erfolge
- Deutscher Vizemeister der Amateure 1969
- Westdeutscher Amateurmeister 1966
- Meister der Oberliga Westfalen 1980, 1987
- Meister der Verbandsliga Westfalen/Westfalenliga 1958, 1965, 1967, 1968, 2004, 2010
- Meister der Landesliga Westfalen, Staffel 2 1946
- Achtelfinale im DFB-Pokal 1967
- Westfalen-Pokalsieger 1987, 1993
- Meister der Westfalenliga (Staffel 1), 2023

## Spielstätte

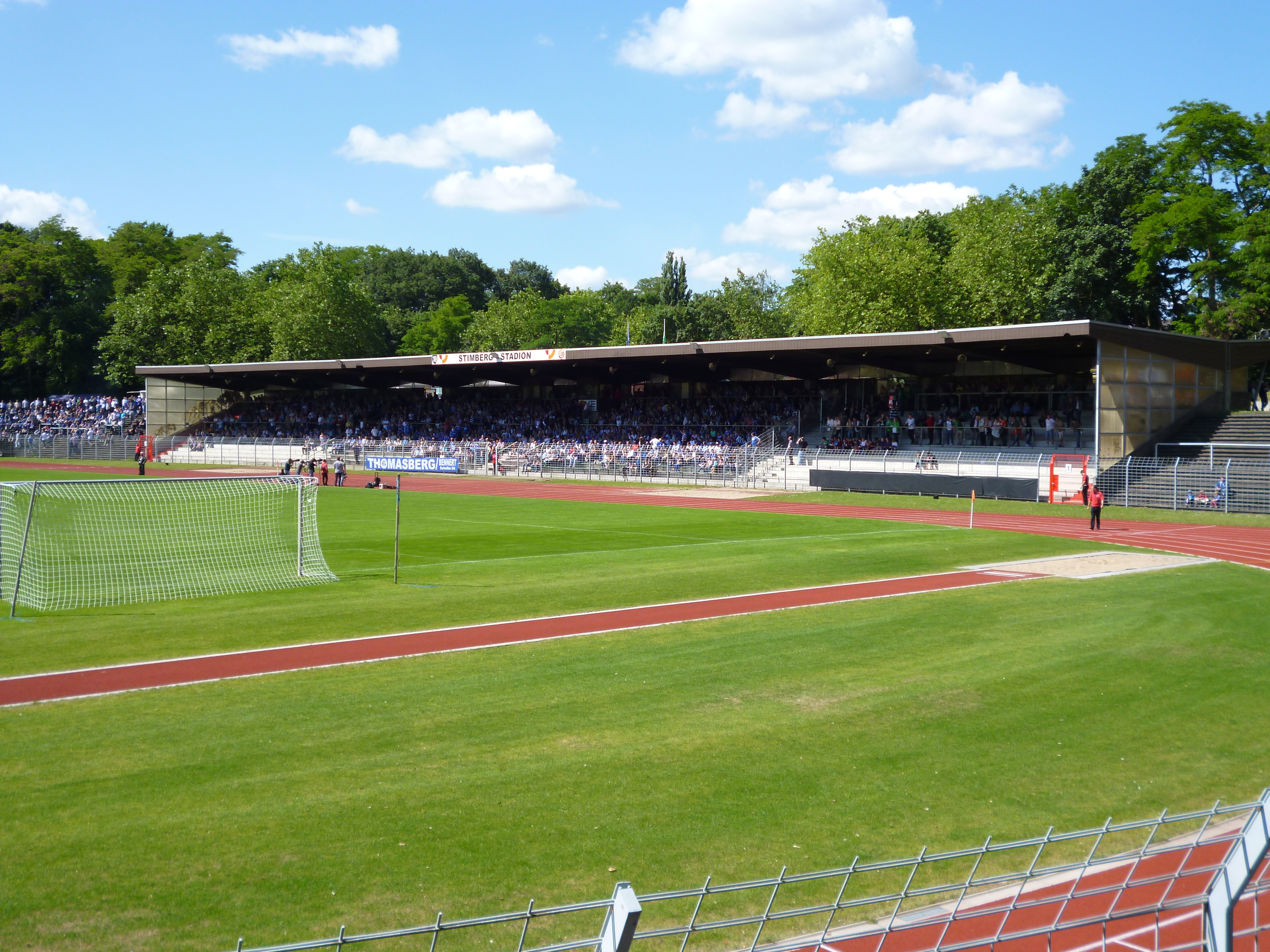
Haupttribüne 2012

Bis 1934 spielte der Verein auf dem Sportplatz an der Lusenheide.
Von 1929 bis 1934 wurde auf dem Gelände der Zeche Ewald Fortsetzung das heutige Stadion errichtet. Es hieß während der NS-Zeit Hindenburg-Stadion, danach (bis zum August 2024) Stimbergstadion und seither Heinrichs Arena am Stimberg.
Das Stimbergstadion fasste zu früheren Zeiten bis zu 25.000 Zuschauer. Nach offiziellen Angaben des DFB, der das Stadion wegen des Meisterschaftsendspiels der A-Junioren in der Saison 2011/12 besichtigte, beträgt das derzeitige Fassungsvermögen 14.380 Zuschauer.
Die Haupttribüne ist komplett überdacht und bietet u. a. 880 Sitzplätze. Der Rest des Stadions besteht komplett aus Stehplätzen. Gästefans nehmen auf der Gegentribüne Platz.

## Persönlichkeiten

### Trainerteam der Saison 2025/26
| Funktion        | Name            | Im Amt seit  |
| --------------- | --------------- | ------------ |
| Chef-Trainer    | Nassir Malyar   | 1. Juli 2025 |
| Co-Trainer      | Tobias Portmann | 1. Juli 2025 |
| Torwart-Trainer | Timo Bieniak    | 1. Juli 2025 |

### Ehemalige Trainer
Eine chronologische Übersicht über alle Trainer des Vereins seit 1942.
| Amtszeit        | Trainer            |
| --------------- | ------------------ |
| .001942–.001946 | Ernst Kuzorra      |
| .001946–.001947 | Fritz Thelen       |
| .001948–.001949 | Ernst Kuzorra      |
| .001949–.001952 | Willy Jürissen     |
| .001952–.001953 | Fritz Silken       |
| .001953–.001954 | Julius Ludorf      |
| .001954–.001955 | Theo Otto          |
| .001955–.001957 | Paul Schneider     |
| .001957–.001958 | Theo Schenk        |
| .001958–.001960 | Fritz Silken       |
| .001960–.001961 | Eugen Gall         |
| .001961–.001962 | Theo Schenk        |
| .001962–.001963 | Otto Schweisfurth  |
| .001963–.001964 | Gerd Daniel        |
| .001964–.001968 | Karl-Heinz Matejka |
| .001968–.001969 | Rudi Schulz        |
| .001969–02.1971 | Willi Nagerski     |
| .001971–10.1973 | Heinz Sewina       |
| 10.1973–06.1974 | Fritz Langner      |
| 07.1974–11.1974 | Heinz Murach       |

| Amtszeit        | Trainer                              |
| --------------- | ------------------------------------ |
| 11.1974–06.1975 | Fritz Langner                        |
| .001975–.001976 | Hans-Wilhelm Lossmann / Heinz Sewina |
| .001976–.001977 | Karlheinz Mozin / Theo Gründken      |
| .001977–04.1980 | Detlev Brüggemann                    |
| 04.1980–07.1981 | Klaus Quinkert                       |
| .001981–04.1983 | Manfred Balcerzak                    |
| 04.1983–06.1984 | Dieter Tartemann                     |
| 07.1984–09.1984 | Friedhelm Schulte                    |
| 09.1984–12.1986 | Hans-Jürgen Wittkamp                 |
| 01.1987–03.1988 | Dieter Tartemann                     |
| 03.1988–12.1988 | Werner Gmeiner                       |
| 01.1989–05.1989 | Ernst Mareczek                       |
| 05.1989–06.1990 | Pedro Milašinčić                     |
| 07.1990–06.1991 | Dieter Tartemann                     |
| 07.1991–06.1992 | Toni Burghardt                       |
| 07.1992–06.1993 | Bernd Büdenbender                    |
| 07.1993–09.1995 | Hermann Erlhoff                      |
| 09.1995–10.1996 | Klaus Berge                          |
| 10.1996–03.1998 | Dieter Tartemann                     |
| 03.1998–08.1999 | Heinz Niggemeier                     |

| Amtszeit        | Trainer              |
| --------------- | -------------------- |
| 08.1999–03.2000 | Peter Dewitz         |
| 07.2000–04.2002 | Peter Anders         |
| 04.2002–10.2005 | Michael Pannenbecker |
| 10.2005–01.2006 | Ingo Anderbrügge     |
| 04.2006–03.2008 | Manfred Wölpper      |
| 10.2008–11.2010 | Jürgen Wielert       |
| 11.2010–03.2011 | Stefan Blank         |
| 07.2011–06.2016 | Magnus Niemöller     |
| 07.2016–02.2018 | Zouhair Allali       |
| 02.2018–11.2018 | René Lewejohann      |
| 11.2018–09.2019 | Ahmet Inal           |
| 09.2019–02.2022 | David Sawatzki       |
| 02.2022–06.2022 | Michael Lusch        |
| 07.2022–04.2025 | Magnus Niemöller     |
| 04.2025–06.2025 | Dimitrios Pappas     |

### Bekannte ehemalige Spieler

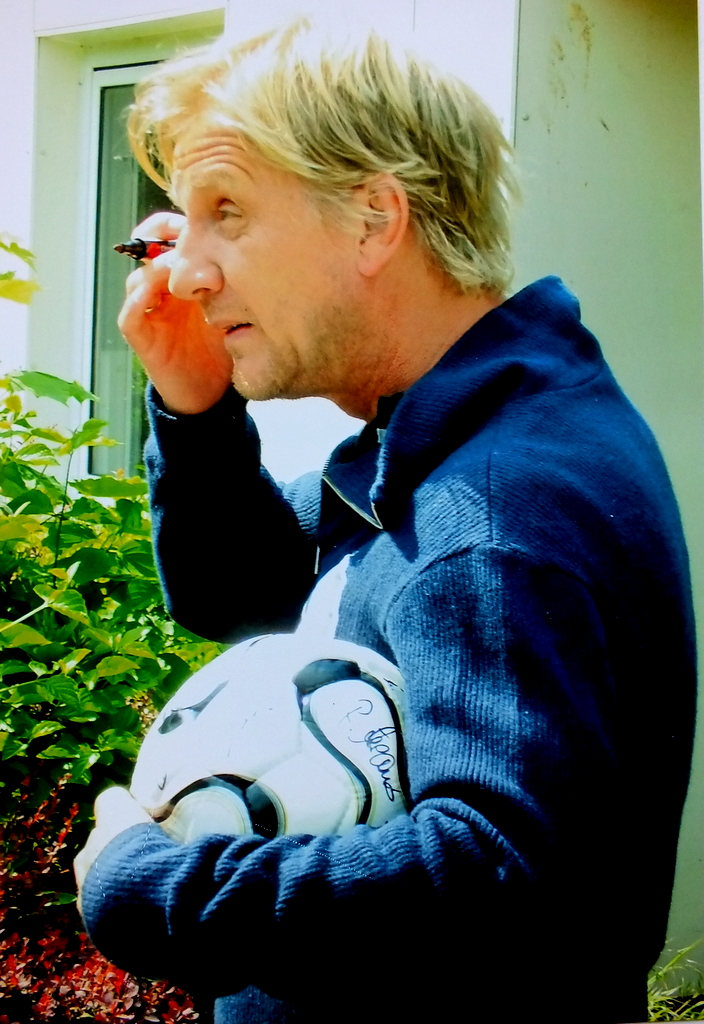
Sönke Wortmann 2008 im Stimbergstadion anlässlich eines Prominentenspiels

- Adam Bodzek, als Jugendlicher bei der SpVgg, später Profi bei Fortuna Düsseldorf
- Peter Endrulat, Torwart, wechselte 1976 zu Borussia Dortmund
- Dieter Götz, Torschützenkönig im Meisterschaftsjahr 1987, wechselte als Profi zum FC Schalke 04
- Gisbert Horsthemke, machte zwischen 1975 und 1988 über 550 Spiele für die SpVgg
- Klaus-Peter Kerkemeier, erfolgreicher Spieler in der Ober- und 2. Bundesliga 1977–1981
- Georg Koch, war in der Saison 1991/92, als damals 19-Jähriger, Torwart am Stimberg
- Julius Ludorf, dreimal unter den besten Torschützen der Oberliga West, mehrfacher Westfalen- und Westdeutschland-Auswahlspieler
- Malte Metzelder, kam aus der Jugend der Spvgg.
- Uwe Neuhaus, spielte am Stimberg und wurde anschließend Spieler und Trainer bei der SG Wattenscheid 09, Borussia Dortmund, 1. FC Union Berlin, Dynamo Dresden und Arminia Bielefeld
- Siegfried Rachuba, ein Stürmer, der für Erkenschwick dreimal unter den zehn besten Ligatorjägern stand, wechselte 1949 zu Preußen Münster in deren „100.000-Mark-Sturm“
- Toni Schreier, prägte nach kurzer Profikarriere das Erkenschwicker Team von 1986–1997
- Horst Szymaniak, genannt „Schimmi“, wurde nach seiner Erkenschwicker Zeit Nationalspieler und Weltmeisterschaftsteilnehmer 1958 und 1962
- Dieter Walter, spielte ausschließlich für die Spvgg und von 1968 bis 1980 durchgehend in der ersten Mannschaft
- Sönke Wortmann, heute bekannt als Filmregisseur, spielte im Aufstiegsjahr 1979/80 für Erkenschwick in der Oberliga und erzielte das entscheidende Tor zum Aufstieg in die 2. Bundesliga
- Thomas Zetzmann, Ex-Profi, spielte 1993–1998 am Stimberg; später Physiotherapeut bei Borussia Dortmund